# Cratere Bluff
Bluff  è un cratere sulla superficie di Marte.